# Albert Devaux
Pour les articles homonymes, voir Devaux.
 (juillet 2012).
Félix Albert Devaux est un neurologue français, né le 25 septembre 1874 à Paris (7e arrondissement) et mort le 16 janvier 1951 à Vallauris.

## Biographie
Il est issu d'une famille d'instituteurs[réf. souhaitée]. Après des études secondaires au lycée Louis-le-Grand, il poursuite ses études à la faculté de médecine de Paris, où il occupe un poste de chef de laboratoire. Il se spécialise en neurologie à l'université de Heidelberg, puis dirige la Maison d'hydrothérapie et de convalescence du Parc de Neuilly, en association avec Paul-Amédée Accolas, L. Bour et René Charpentier.

## Vie privée
En 1904, il se marie en premières noces avec Marie Studemund (1883-1909), la fille aînée de Marie Wurster et Wilhelm Studemund, philologue et professeur à l'université de Strasbourg. Ils ont un fils, Gilbert Devaux, haut fonctionnaire. En 1915 Albert Devaux se remarie avec Auguste Isaïe Brugnes (1876-1972).

## Publications
- (Thèse) Endothéliomes des méninges, Faculté de médecine de Paris, 1901.
- Abcès cérébral, nécrose corticale, syndrome méningé, avec Ernest Dupré, Masson, 1906.
- Les Anxieux, Étude clinique, avec Benjamin-Joseph Logre, Paris, 1917.
- (Traduction) Emil Kraepelin, Introduction à la psychiatrie clinique, Paris, Vigot frères, 1907.